# Нагаи (город)
Нагаи (яп. 長井市 Нагаи-си) — город в Японии, находящийся в префектуре Ямагата. Площадь города составляет 214,69 км², население — 28 149 человек (1 августа 2014), плотность населения — 131,11 чел./км².

## Географическое положение
Город расположен на острове Хонсю в префектуре Ямагата региона Тохоку. С ним граничат город Нанъё и посёлки Сиратака, Ииде, Огуни, Каваниси, Асахи.

## Население
Население города составляет 28 149 человек (1 августа 2014), а плотность — 131,11 чел./км². Изменение численности населения с 1980 по 2005 годы:
| 1980 | 33 286 чел. |  |
| 1985 | 33 490 чел. |  |
| 1990 | 33 260 чел. |  |
| 1995 | 32 727 чел. |  |
| 2000 | 31 987 чел. |  |
| 2005 | 30 929 чел. |  |